# Astragalus erythrolepis
Astragalus erythrolepis là một loài thực vật có hoa trong họ Đậu. Loài này được Boiss. miêu tả khoa học đầu tiên.